# Anapisa
Anapisa là một chi bướm đêm trong họ Erebidae.

## Các loài
- Anapisa cleta (Plötz, 1880)
- Anapisa connexa (Walker, 1854)
- Anapisa crenophylax (Holland, 1893)
- Anapisa dufranei Kiriakoff, 1952
- Anapisa endoxantha Hampson, 1914
- Anapisa histrio (Kiriakoff, 1953)
- Anapisa holobrunnea Tams, 1932
- Anapisa lamborni (Rothschild, 1913)
- Anapisa melaleuca Holland, 1898
- Anapisa metarctioides (Hampson, 1907)
- Anapisa monotica Holland, 1893
- Anapisa monotonia Kiriakoff, 1963
- Anapisa preussi Gaede, 1926
- Anapisa schoutedeni Kiriakoff, 1952
- Anapisa sjoestedti (Aurivillius, 1904)
- Anapisa tristigma (Mabille, 1893)
- Anapisa vanoyei Kiriakoff, 1952